# Pico Argualas
El pico Argualas es una montaña ubicada en el eje axial de los Pirineos cerca del pueblo de Panticosa (Valle de Tena), en la provincia de Huesca. Junto a los picos Garmo Negro y Algas constituye el macizo de Panticosa, que es la sección meridional de los Picos del Infierno. Tiene una altitud de 3.046 metros, pero solamente 71 m de prominencia. Sin embargo, el desnivel desde el Balneario de Panticosa es de unos 1500 m y  desde el pueblo de Panticosa es aún mayor, de casi 2000 m. 

## Ascensión
El Argualas es un pico habitual entre los aficionados al alpinismo dada su relativa facilidad de ascensión y el lugar donde se encuentra enclavado. La ruta idónea para acometer la escalada es desde el Balneario de Panticosa, a 1600 metros de altitud, en la cara sureste del pico. Para montañeros medianamente experimentados la ascensión lleva unas siete horas.